# اورفورگلیپرون
اورفورگلیپرون (انگلیسی: Orforglipron) یک آگونیست گیرنده پپتید-۱ شبه گلوکاگون غیر پپتیدی است که به عنوان یک داروی کاهش وزن کاربرد دارد.